# Фредериксбург (Охајо)
Фредериксбург (енгл. Fredericksburg) град је у америчкој савезној држави Охајо.

## Демографија
По попису из 2010. године број становника је 423, што је 64 (-13,1%) становника мање него 2000. године.
| Група             | 2000.       | 2010.       |
| Белци             | 476 (97,7%) | 415 (98,1%) |
| Афроамериканци    | 0 (0,0%)    | 0 (0,0%)    |
| Азијати           | 0 (0,0%)    | 2 (0,5%)    |
| Хиспаноамериканци | 1 (0,2%)    | 5 (1,2%)    |
| Укупно            | 487         | 423         |